# Anna Klein
Anna Clementine Klein (Nuremberg, 16 de febrer de 1883 - Kaunas, 25 de novembre de 1941) va ser una pintora i artista gràfica alemanya d'origen jueu, víctima de l'Holocaust.

## Biografia
Anna Klein era filla d'Adele (Lehmann de naixement) i Benedikt Klein i va tenir dos germans: Sigmund, nascut el 1879, i Paul, nascut el 1888. El pare, jueu convertit a la fe evangèlica, es dedicava al comerç de vins i llúpols. Ella, als set anys va convertir-se al catolicisme.
El 1900, quan Anna Klein tenia tretze anys, la família va establir-se a Dachau, on s'havia format una colònia d'artistes, i ella va començar a estudiar pintura amb Hans von Hayek (1869-1940). Aquest pintor havia estudiat a l'Escola d'Art de Viena i a Dachau tenia una escola privada de pintura que organitzava cursos de pintura a l'aire lliure. Klein es va interessar per la pintura de paisatges i la representació d'animals. A continuació va estudiar en una escola privada de pintura per a noies a Karlsruhe, perquè l'Acadèmia de Belles Arts (aleshores Gran Acadèmia Ducal d'Arts) no acceptava dones.
El 1907 la família va establir-se a Múnic i Anna Klein va completar la seva formació artística a l'Acadèmia Femenina de l'Associació d'Artistes de Múnic, on va ser alumna de Max Feldbauer i on també van estudiar Gabriele Münter i Käthe Kollwitz. Va participar en un viatge d'estudis als Països Baixos, en què el professor era Hans von Hayek, amb qui ja havia estudiat a Dachau. Continua desenvolupant la pintura de paisatges i oficis a l'aire lliure i pinta obres en què les persones, els animals i els paisatge es fusionen, però també s'interessa pels detalls: els peus nus calçats amb esclops, els davantals de colors de les noies, etc. De tornada a Múnic vol millorar la seva representació dels animals i assisteix a un curs de Franz Marc, un pintor especialitzat en la representació d'animals amb un estil que, tot i que no és naturalista, expressa sensacions i sentiments amb una gran força. De 1909 a 1912 Klein va estudiar a l'Escola Reial d'Arts Aplicades (Königlichen Kunstgewerbeschule), on un dels seus professors era Julius Diez i on va obtenir un títol que li permetia exercir de professora de dibuix. Després d'obtenir el títol, i fins a 1933, va estar al front d'una escola privada de dibuix amb una amiga, en el barri de Gern, on vivia. Tot i que no hi ha dades que ho confirmin, podria ser que l'escola de dibuix es trobés a la mateixa casa on vivia, prop de Nymphenburg.
Entre 1914 i 1927 va participar en diverses exposicions, entre les quals una d'individual a Berlín. Però comença a tenir problemes de salut, amb dolor i inflamació a les articulacions que li dificulten els moviments, i li diagnostiquen reumatisme. Ella, però segueix pintant i dirigint l'escola de dibuix. Fins al 1933, en què els nazis tanquen la seva escola. Malgrat que sigui cristiana, allò que compta és la seva ascendència i per als nazis és jueva. L'obliguen a dur l'estrella groga identificativa i ha d'anar a treballar a una fabrica de matalassos. Però com que li està prohibit pujar al tramvia, hi ha d'anar a peu, malgrat la seva malaltia.

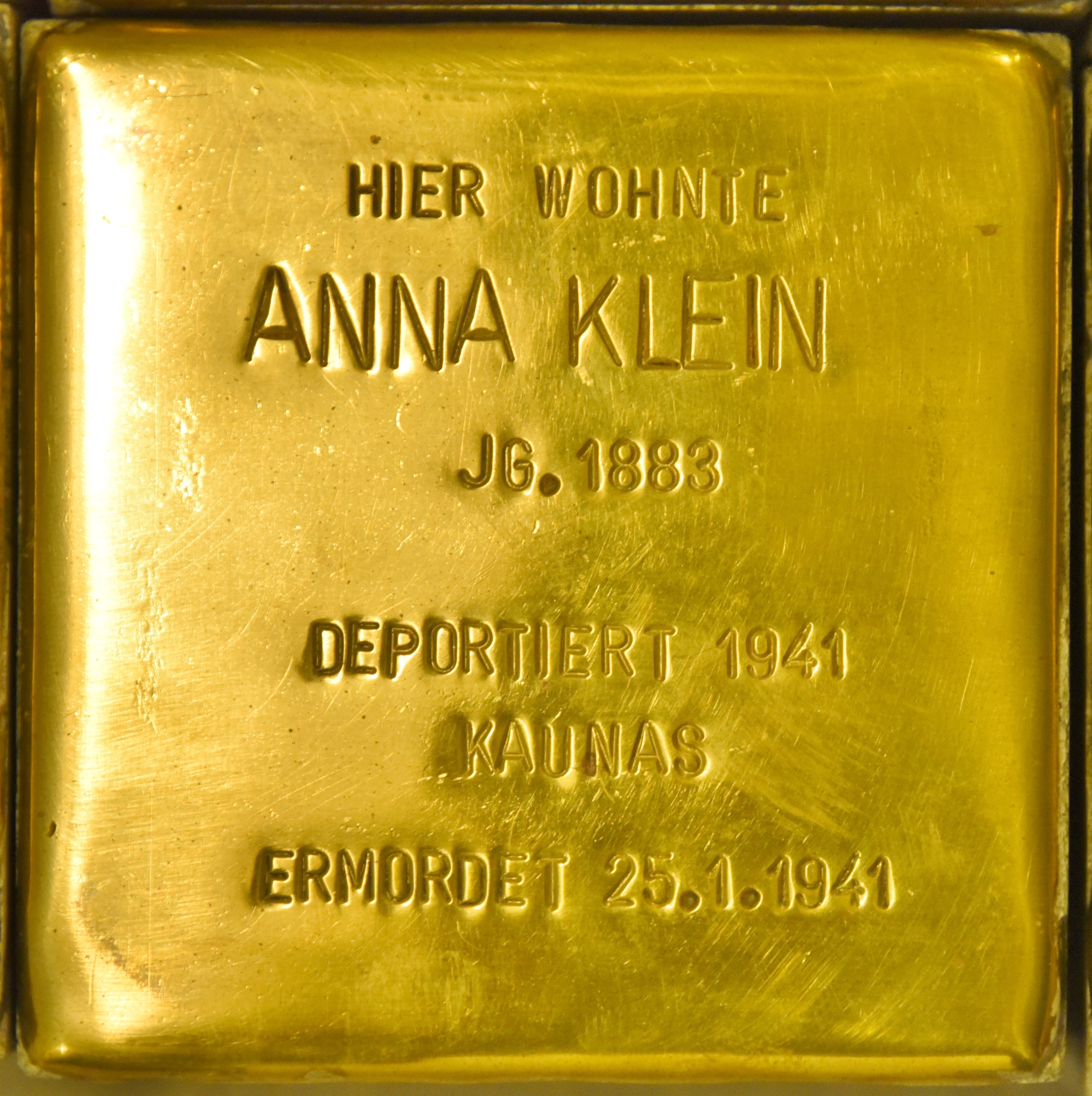
Stolperstein per a Anna Klein

El seu pare va morir el 1921 i la seva mare el 1938. Ella va viure a la casa familiar, a Wilhelm-Düll-Strasse, de Múnic, fins al 21 de novembre de 1941, en què va ser deportada al gueto de Kaunas (Lituània), que els nazis utilitzaven com a camp d'extermini, i on van assassinar-la quatre dies després.
Hi ha aprovada la col·locació d'una Stolperstein davant la casa on va viure a Múnic, però en aquesta ciutat hi ha un grup que s'oposa a la col·locació d'aquestes llambordes de memòria, perquè no troben respectuós que un monument pugui ser trepitjat, i el 2021 encara estava pendent de ser instal·lada.

## Obra artística
La galeria d'art «Der Panther», que es troba a Freising, ciutat al nord de Múnic, s'ha ocupat de fer un registre amb les obres que s'han localitzat d'Anna Klein, la majoria de les quals es troben en una col·lecció privada d'aquella zona. És un catàleg que resta «obert» per anar-hi incorporant les obres d'Anna Klein que es puguin localitzar en el futur i la galeria ha fet una crida a les persones que tinguin alguna obra d'aquesta artista perquè els en proporcionin la informació i una imatge. Aquesta galeria ha donat suport a la instal·lació de la Stolperstein de Múnic dedicada a Anna Klein.

## Galeria de pintures d'Anna Klein

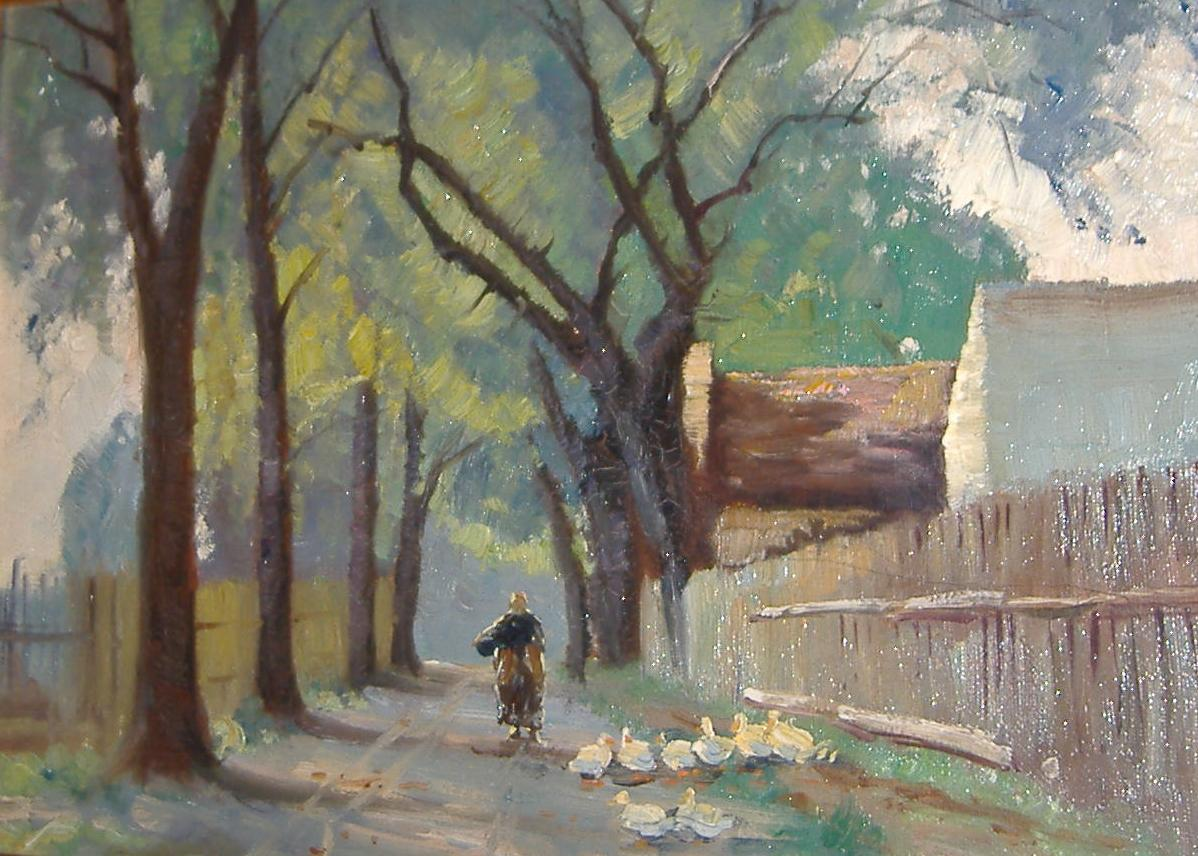
Pagesa amb oques
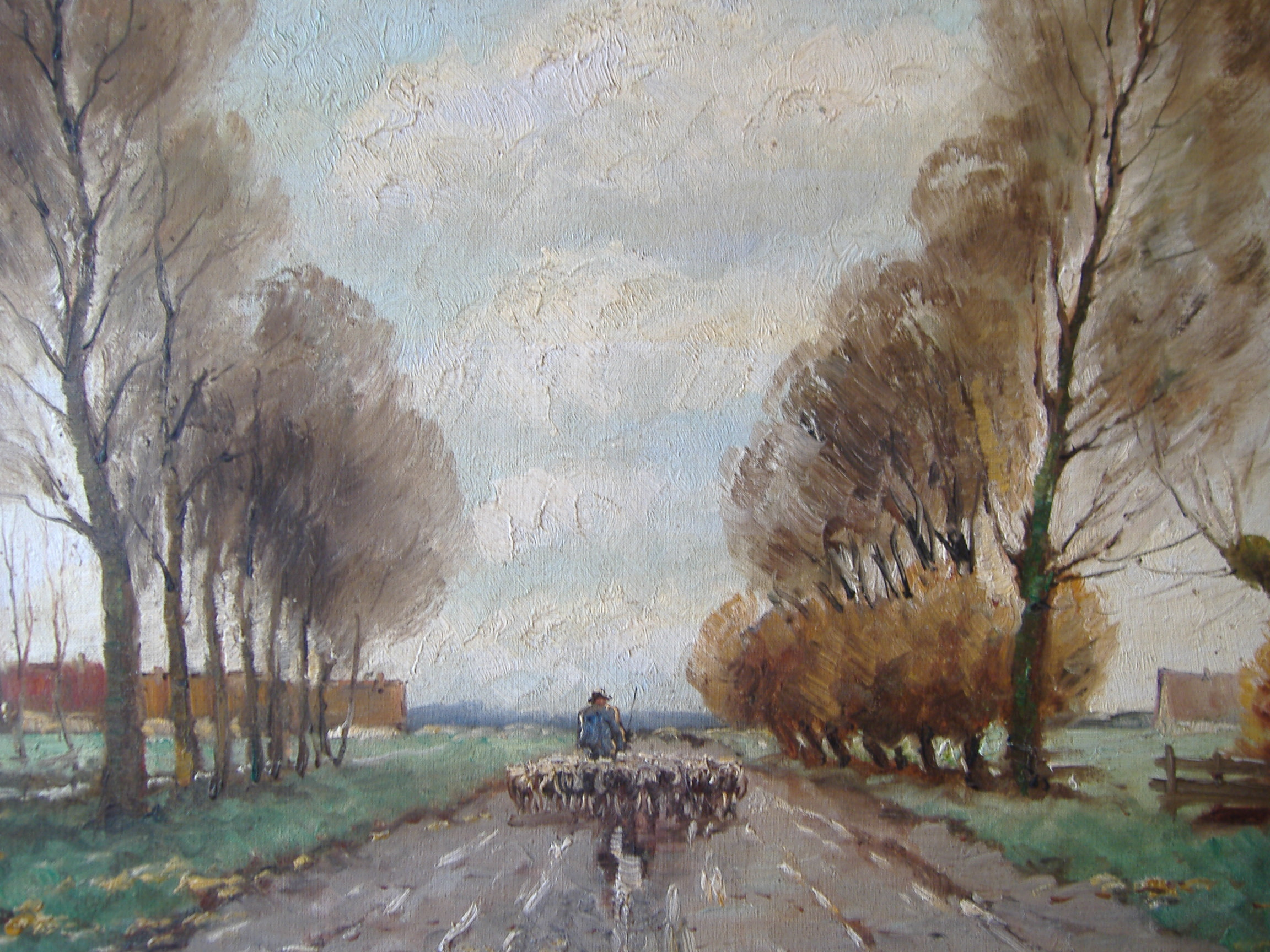
Pastor amb ramat
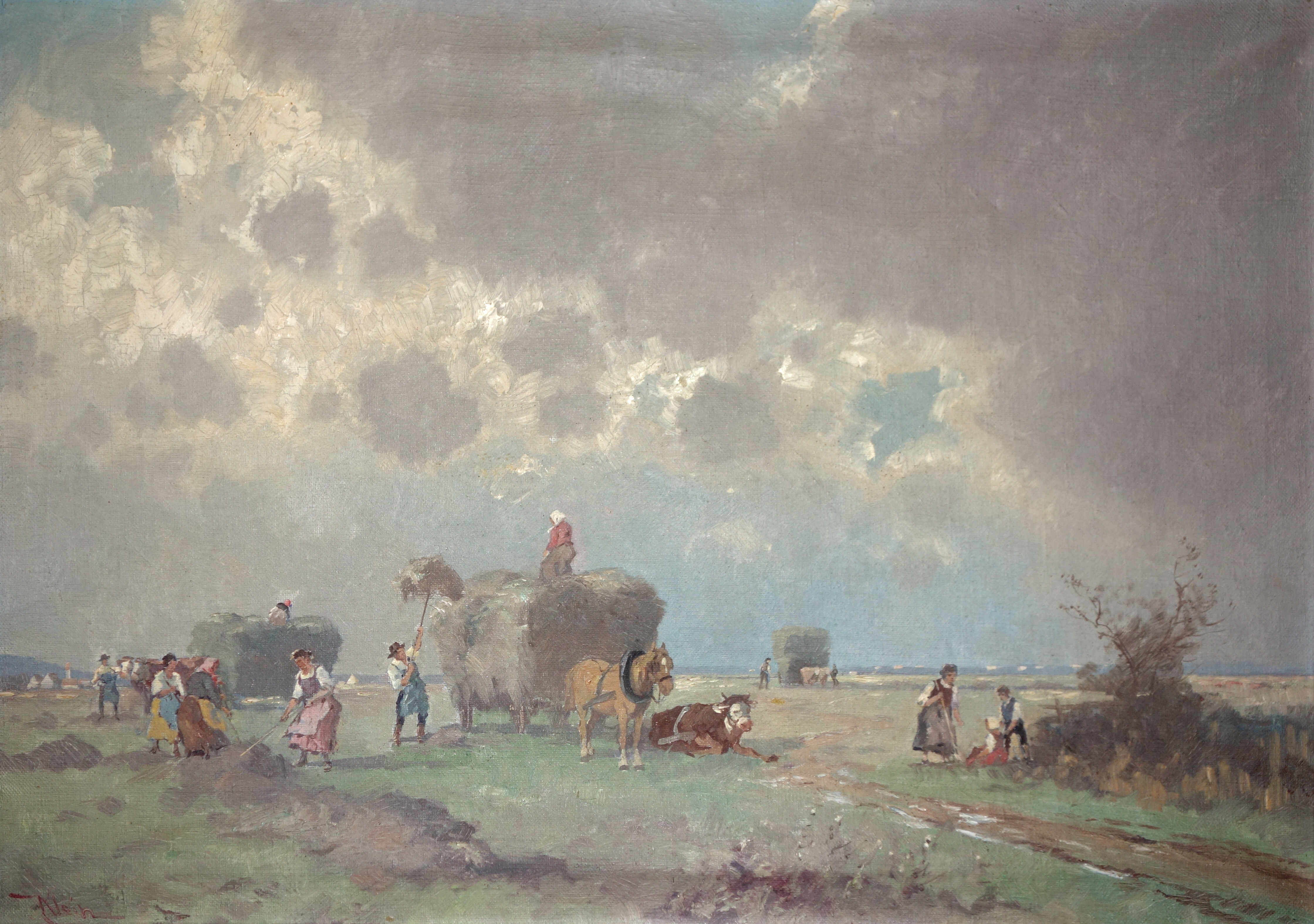
Feines del camp
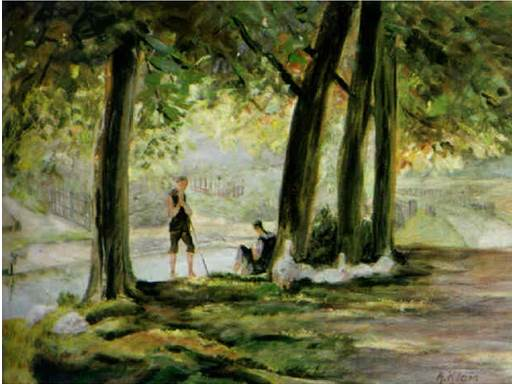
Vora el riu
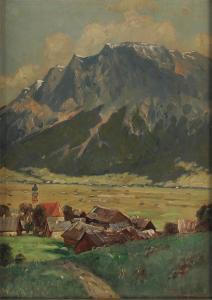
Lermoos (Àustria)